# Mefe

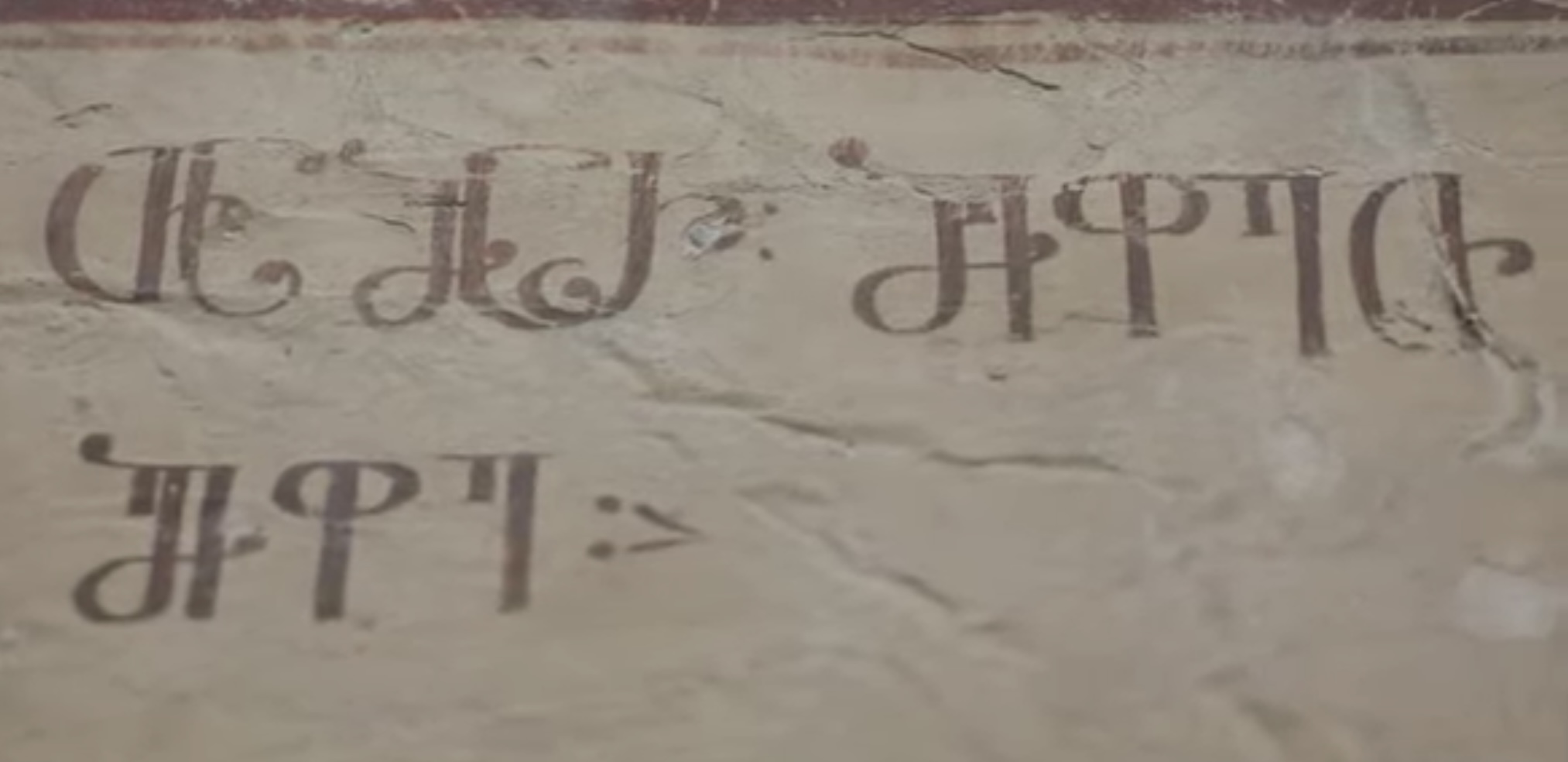
Uma inscrição em afresco assomtavruli de Tamara na Igreja Bertubani de Davi de Gareji com os dizeres ႧႠႫႠႰ ႫႤႴႤႧ ႫႤႴႤ[a] (tamar mepet mepe), que significa "Tamara, Rei dos Reis".

Mefe (em georgiano antigo: ႫႴ; em georgiano: მეფე [ˈmepʰe]) é um título real usado para designar o monarca georgiano, quer se refira a um rei ou a uma rainha reinante. O título era originalmente um título masculino de governo.

## Etimologia
A palavra é derivada da palavra georgiana meufe (პეუფე) que significa literalmente soberano e senhor. Alguns dialetos georgianos têm o termo nefe (ნეფე), todos derivados do proto-cartevélico comum mf/mefe/mafa (მფ/მეფე/მაფა). Embora mefe tenha um equivalente feminino,  dedofali (დედაფანი; lit. 'rainha'), ele é aplicado apenas à consorte do rei e não tem o significado de um monarca governante.

## História

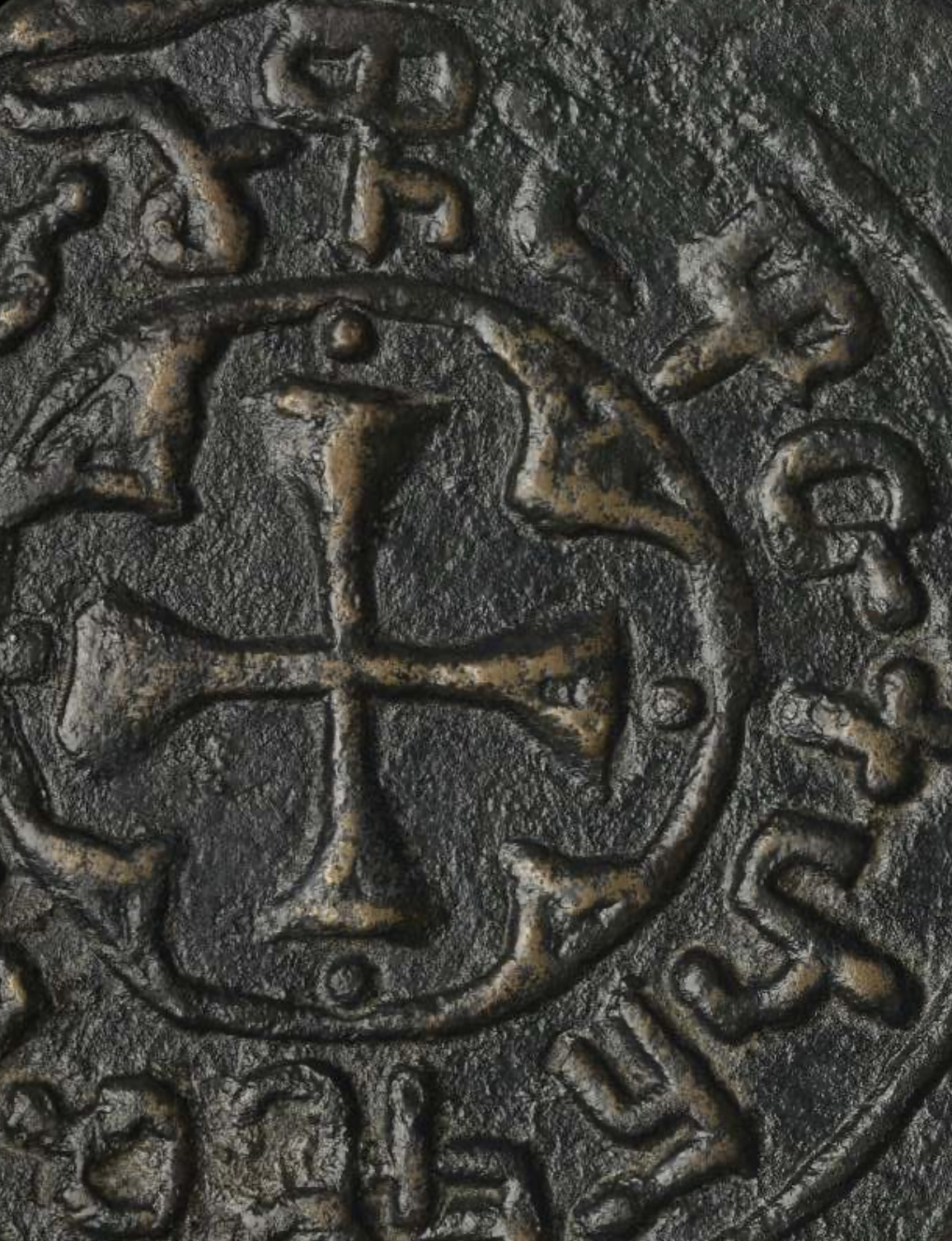
Moeda de Davi IV com a inscrição assontavruli ႫႴႤ[a]ႠႴႧႵႰႬႩႾႧႱႾႧ (mpe~apt~k~rn~kkht~skht), que significa "Rei, [dos] Abecásios, Ibérios, Ranis, Caquécios, Armênios".

O termo mefe foi utilizado desde os primórdios pré-cristãos com Azão, mas o papel se tornaria mais estruturado no reinado de Farnabazo I no século III a.C.. Seus sucessores, os mefes farnabázidas,[b] seriam intitulados golias que possuiriam 𐬓𐬀𐬭𐬆𐬥𐬀𐬵 (fazna; lit. 'esplendor real'), a glória divinamente dotada que os antigos persas acreditavam[b] marcar apenas um governante legítimo, acompanhado de didebai (დიდებაჲ; lit. 'grandeza') e sue (სეტი; lit. 'fortuna; destino'). O reinado do monarca georgiano era conhecido como mefobai (lit. 'realeza'). A perda de farna e sue levou à morte iminente ou à queda do mefe.
No final do século VI, o Império Sassânida aboliria a realeza georgiana do Reino da Ibéria, resultando no interregno que se estendeu de c. 580[c] a 888 como um principado rebaixado. Apesar da monarquia estar em suspenso e do governo real se desintegrar, os governantes do principado continuariam a reivindicar que fossem chamados de mefes e helmetsife (ჴელმწიფე, helmts'ipe; lit. 'soberano'). Após a restauração de 888 (ou 889) sob a dinastia do mefe Adanarses IV (r. 888–923), o novo reino emergiria como a fusão de muitas terras e territórios, o que levaria a uma unificação georgiana total em 1008.
No século XII, o mefe bagrátida[d] Davi IV, o Construtor (r. 1089–1125) se estabeleceu como a força política e militar superlativa da região. Com seu impulso ambicioso e sofisticado à promoção das imagens reais de seu reino, o estilo oficial de um rei se tornaria imperial e o rei adotaria os títulos de tuitemefacrobeli (თჳთმპყრობელი, tuitmp'q'robeli; lit. "mestre absoluto", ou seja, autocrator) e mefet[a]mefe (მეფეთ[ა]მეფე, mepet[a]mepe;[e] lit. "rei dos reis"), semelhante ao bizantino "rei de reis" (βασιλεὺς βασιλέων) e o persa xainxá (شاهنشاه). A projeção real de Davi IV de seu título grandioso foi parcialmente direcionada a um público não georgiano. O título xainxá foi mais tarde totalmente usurpado e consistentemente usado por monarcas georgianos, denotando soberania sobre vários súditos persas, como os xás de Xirvão, os xadádidas e os ildeguízidas. O culto real de um monarca atingiria seu zênite com uma governante feminina, Tamara, cuja execução de poder inauguraria a Idade de Ouro da Geórgia, sendo ela denominada Tamara, a mefe. Tamara recebeu os títulos mais longos e elaborados nas cartas reais, listando todos os povos e terras que governou como uma mefetamefe semissanta. O mefe Bagrationi, com sua legitimidade real[e] e pilar ideológico, governaria a Geórgia por um milênio, desde sua elevação medieval até a conquista russa no início do século XIX.